# Národní divize 1926/1927
Soutěžní ročník Divisione Nazionale 1926/1927 byl 27. ročník nejvyšší italské fotbalové ligy. Konal se od 3. října 1926 do 10. července 1927. Zúčastnilo se jí celkem již nově 20 klubů. Soutěž vyhrál Turín, jenže titul jim bylo během následující sezóny odebráno, protože člen představenstva klubu byl obviněn, že podplatil protihráče v derby proti Juventusu (2:1). 
Jednalo se o první italské fotbalové mistrovství organizované na národní bázi, svěřené novému fašistickému orgánu zvanému Direttorio Divisioni Superiori.
Nejlepším střelcem se stal rakouský hráč Interu Anton Powolny, který vstřelil 22 branek.

## Události

### Před sezonou
Do fotbalu zasáhl fašistický režim, který způsobil revoluci v organizacích všech soutěží. Spojila tak Lega Nord (Severní část) s Lega Sud (Jižní část) na dvě skupiny po deseti klubech. Zrušilo se tak finálové utkání o mistrovský titul, což se v posledních letech ukázalo jako nezvládnutelné z hlediska veřejného pořádku kvůli velmi silné rivalitě, která se rozpoutala mezi soupeřícími fanoušky. 
S každé skupiny postoupili první tři týmy do finálové skupiny. Zde všichni hrály systémem každý s každým, doma-venku. Titul získal klub, který měl nejvíce bodů.

### Během sezony
Tato sezona znamenala počátek dominance metropolitních týmů díky bohatým majitelům a následný úpadek provinčních týmů. Čtyři kluby ve finálové skupiny byly ze severní Itálie. Ve skupině A Juventus jako obhájce titulu minulé sezony, vyhrál o lepší brankový rozdíl než Inter a oba postoupili. Třetím postupujícím byl Janov, který měl o tři body více něž Casale. Ve skupině B se vítězem stal Turín, o dva body před Milánem, který již hrál na novém stadionu San Siro a třetím postupujícím byl finalista minulé sezony Boloňa.
V zóně sestupu měli bylo znát že kluby z jihu byly nekonkurenční. Jen Alba Audace dokázalo předvést slušné zápasy, ale po dobrých úvodních kol šlo v tabulce níž a nakonec skončilo na sestupovém předposledním místě. Na posledním místě s jediným bodem skončil Neapol, který vznikl po zániku Internaples. Federace se nakonec rozhodla že Neapol nesestoupí, protože chtěla pomoci k rozvoji fotbalu v jižní Itálii. Také Alba Audace nesestoupila, protože majitel klubu se rozhodl, že se sloučí s jiným klubem z Říma (Fortitudo Pro Řím) a dá vzniknout nový klub AS Řím, který zůstal v soutěži. Další sloučení bylo v Janově 27. července 1927, kde se rozhodli fašistické úřady spojit Andrea Doriu se Sampierdarenese a vytvořit tak fašistický klub AC La Dominante a tak nakonec nikdo nesestoupil. 
Ve finálové skupině s šesti kluby, byl jediný Turín, který nikdy nevyhrál titul. Díky novému formátu turnaje se po šesti letech hrálo derby mezi týmy stejného města. Oba Milánské kluby skončily na posledních dvou místech. Zato Turínské kluby bojovaly o titul. Lépe na tom byl Turín, kde hrál výborný střelec z Argentiny Julio Libonatti. Branky také střílel Adolfo Baloncieri a Gino Rossetti, který přišel ze Spezie. I když ve finálové skupině Turín prohrálo tři zápasy, mělo o dva body více než druhý Juventus a mohlo tak slavit první titul ve své klubové historii.

### Kauza Allemandi
Radost fanoušků býků, jak se přezdívalo klubu Turína, neměla dlouhého trvání. Na podzim 1927 jim byl titul odebrán kvůli podplácení. Byl to první skandál v italském fotbale. Krajního obránce Juventusu Allemandiho údajně oslovil manažer Turína Dr. Guido Nani, který mu údajně měl dát 25 000 lir, aby utkání Turína s Juventusem 5. června sabotoval.
V utkání však Allemandi patřil k nejlepším hráčům v utkání. Proto Dr. Nani odmítl zaplatit hráči zbývajících 10 000 lir. A tak Francesco Gaudioso, který v kauze vystupoval jako prostředník mezi hráčem a dr. Nanim, si příběh nenechal pro sebe a vše řekl jednomu novináři. V listopadu 1927 se po vyšetřování a sérii výslechů, rozhodla federace odebrat titul a doživotně diskvalifikovala Allemandiho, který se mezitím odešel do Interu. Hráč v roce 1928 dostal amnestii, ale titul nezískal nikdo.

## Skupina A

### Účastníci
| Klub         | Město             | Stadion                        | Trenér           |
| ------------ | ----------------- | ------------------------------ | ---------------- |
| Alba Audace  | Řím               | Motovelodromo Appio            | ?                |
| Brescia      | Brescia           | Stadium di viale Piave         | James Bellamy    |
| Casale       | Casale Monferrato | Stadio Natale Palli            | Technická komise |
| Inter        | Milán             | Campo di via Goldoni           | Árpád Weisz      |
| Janov        | Janov             | Campo di via del Piano         | William Garbutt  |
| Juventus     | Turín             | Stadio di corso Marsiglia      | József Viola     |
| Modena       | Modena            | Campo di viale Fontanelli      | Imre Payer       |
| Neapol       | Neapol            | Stadio Militare dell'Arenaccia | Fritz Kreutzer   |
| Pro Vercelli | Vercelli          | Campo piazza Conte di Torino   | Rudolf Soutschek |
| Verona       | Verona            | Campo di Borgo Venezia         | ?                |

### Tabulka
| Poř. | Tým          | Z  | V  | R | P  | VG | OG | B  |
| ---- | ------------ | -- | -- | - | -- | -- | -- | -- |
| 1.   | Juventus     | 18 | 12 | 3 | 3  | 44 | 10 | 27 |
| 2.   | Inter        | 18 | 12 | 3 | 3  | 49 | 22 | 27 |
| 3.   | Janov        | 18 | 10 | 4 | 4  | 37 | 15 | 24 |
| 4.   | Casale       | 18 | 9  | 3 | 6  | 24 | 22 | 21 |
| 5.   | Pro Vercelli | 18 | 7  | 6 | 5  | 27 | 22 | 20 |
| 6.   | Modena       | 18 | 6  | 6 | 6  | 21 | 27 | 18 |
| 7.   | Brescia      | 18 | 6  | 3 | 9  | 28 | 35 | 15 |
| 8.   | Verona       | 18 | 6  | 3 | 9  | 19 | 35 | 15 |
| 9.   | Alba Audace  | 18 | 5  | 2 | 11 | 25 | 32 | 12 |
| 10.  | Neapol       | 18 | 0  | 1 | 17 | 7  | 61 | 1  |

|  | Postup do finálové skupiny       |
|  | Sestup do První divize (2. ligy) |

Poznámky
- Z = Odehrané zápasy; V = Vítězství; R = Remízy; P = Prohry; VG = Vstřelené góly; OG = Obdržené góly; B = Body
- za výhru 2 body, za remízu 1 bod, za prohru 0 bodů.
- při rovnosti bodů rozhodoval rozdíl mezi vstřelených a obdržených branek.
- Neapol díky administrativě nesestoupil.
- Alba Audace se sloučil s Fortitudo Pro Řím a vznikl nový klub AS Řím.

### Výsledková tabulka
|              | Alba Audace | Brescia | Casale | Inter | Janov | Juventus | Modena | Neapol | Pro Vercelli | Verona |
| ------------ | ----------- | ------- | ------ | ----- | ----- | -------- | ------ | ------ | ------------ | ------ |
| Alba Audace  | –           | 5:2     | 0:1    | 1:1   | 1:3   | 0:2      | 1:2    | 5:2    | 3:0          | 3:0    |
| Brescia      | 4:0         | –       | 3:1    | 4:2   | 0:3   | 0:2      | 2:2    | 5:1    | 0:0          | 4:2    |
| Casale       | 3:1         | 3:0     | –      | 2:1   | 1:1   | 0:2      | 3:0    | 3:0    | 1:1          | 2:0    |
| Inter        | 2:1         | 4:1     | 3:0    | –     | 2:1   | 3:0      | 2:1    | 9:2    | 2:0          | 5:0    |
| Janov        | 2:0         | 4:1     | 4:0    | 4:0   | –     | 1:2      | 2:1    | 4:1    | 3:0          | 2:0    |
| Juventus     | 1:0         | 2:0     | 4:0    | 4:1   | 0:0   | –        | 7:2    | 8:0    | 0:1          | 6:0    |
| Modena       | 2:2         | 2:0     | 1:0    | 1:4   | 1:1   | 1:1      | –      | 1:0    | 3:1          | 0:0    |
| Neapol       | 0:2         | 0:0     | 0:2    | 0:3   | 0:2   | 0:3      | 0:1    | –      | 0:3          | 0:1    |
| Pro Vercelli | 3:0         | 3:1     | 0:0    | 4:3   | 2:2   | 0:0      | 0:0    | 4:1    | –            | 4:1    |
| Verona       | 2:0         | 1:4     | 1:2    | 1:1   | 1:1   | 1:0      | 1:0    | 5:0    | 2:1          | –      |

### Střelecká listina
| Pořadí | Jméno                    | Klub     | Branky |
| ------ | ------------------------ | -------- | ------ |
| 1.     | Antonio Powolny          | Inter    | 20     |
| 2.     | Antonio Vojak            | Juventus | 13     |
| 3.     | Luigi Giuseppe Giuliani  | Brescia  | 11     |
| 3.     | Virgilio Felice Levratto | Janov    | 11     |
| 5.     | Ferenc Hirzer            | Juventus | 10     |

## Skupina B

### Účastníci
| Klub              | Město         | Stadion                      | Trenér          |
| ----------------- | ------------- | ---------------------------- | --------------- |
| Alessandria       | Alessandria   | Campo degli Orti             | Carlo Carcano   |
| Andrea Doria      | Janov         | Campo sportivo della Cajenna | ?               |
| Boloňa            | Boloňa        | Stadio del Littoriale        | Hermann Felsner |
| Cremonese         | Cremona       | Campo di via Persico         | Eugen Payer     |
| Fortitudo Pro Řím | Řím           | Stadio Nazionale             | ?               |
| Livorno           | Livorno       | Campo di Villa Chayes        | ?               |
| Milán             | Milán         | Campo San Siro               | Herbert Burgess |
| Padova            | Padova        | Stadio Silvio Appiani        | Aldo Fagiuoli   |
| Sampierdarenese   | Sampierdarena | Stadio di Villa Scassi       | Karl Rumbold    |
| Turín             | Turín         | Stadio Filadelfia            | Imre Schoffer   |

### Tabulka
| Poř. | Tým                   | Z  | V  | R | P  | VG | OG | B  |
| ---- | --------------------- | -- | -- | - | -- | -- | -- | -- |
| 1.   | Turín                 | 18 | 12 | 2 | 4  | 52 | 25 | 26 |
| 2.   | Milán                 | 18 | 11 | 2 | 5  | 41 | 27 | 24 |
| 3.   | Boloňa                | 18 | 11 | 2 | 5  | 38 | 26 | 24 |
| 4.   | Alessandria           | 18 | 9  | 3 | 6  | 42 | 24 | 21 |
| 5.   | Livorno               | 18 | 9  | 2 | 7  | 32 | 28 | 20 |
| 6.   | Sampierdarenese       | 18 | 9  | 2 | 7  | 31 | 36 | 20 |
| 7.   | Padova                | 18 | 7  | 1 | 10 | 29 | 44 | 15 |
| 8.   | Andrea Doria          | 18 | 5  | 3 | 10 | 16 | 31 | 13 |
| 9.   | Cremonese             | 18 | 6  | 0 | 12 | 19 | 35 | 12 |
| 10.  | SF Fortitudo Pro Roma | 18 | 2  | 1 | 15 | 18 | 42 | 5  |

|  | Postup do finálové skupiny       |
|  | Sestup do První divize (2. ligy) |

Poznámky
- Z = Odehrané zápasy; V = Vítězství; R = Remízy; P = Prohry; VG = Vstřelené góly; OG = Obdržené góly; B = Body
- za výhru 2 body, za remízu 1 bod, za prohru 0 bodů.
- při rovnosti bodů rozhodoval rozdíl mezi vstřelených a obdržených branek.
- Cremonese díky administrativě nesestoupil.
- Fortitudo Pro Řím se sloučil s Alba Audace a vznikl nový klub AS Řím.

### Výsledková tabulka
|                 | Alessandria | Andrea Doria | Boloňa | Cremonese | Fortitudo | Livorno | Milán | Padova | Sampier. | Turín |
| --------------- | ----------- | ------------ | ------ | --------- | --------- | ------- | ----- | ------ | -------- | ----- |
| Alessandria     | –           | 5:0          | 5:1    | 2:1       | 3:1       | 0:0     | 3:1   | 6:1    | 6:1      | 1:3   |
| Andrea Doria    | 1:2         | –            | 0:1    | 2:1       | 1:2       | 2:1     | 1:0   | 1:0    | 1:1      | 1:2   |
| Boloňa          | 2:0         | 0:0          | –      | 4:2       | 2:1       | 3:2     | 4:1   | 5:1    | 4:2      | 1:1   |
| Cremonese       | 1:0         | 3:1          | 1:0    | –         | 1:0       | 0:1     | 1:2   | 0:2    | 4:0      | 0:1   |
| Fortitudo       | 1:1         | 0:1          | 0:2    | 1:2       | –         | 0:2     | 2:3   | 1:2    | 0:1      | 4:2   |
| Livorno         | 1:2         | 2:1          | 3:1    | 4:0       | 3:1       | –       | 1:2   | 5:0    | 3:0      | 2:1   |
| Milán           | 1:1         | 4:1          | 4:2    | 1:0       | 4:0       | 3:0     | –     | 5:2    | 1:2      | 3:1   |
| Padova          | 3:2         | 1:1          | 0:2    | 4:1       | 5:3       | 3:1     | 1:3   | –      | 3:1      | 0:1   |
| Sampierdarenese | 2:1         | 3:0          | 1:3    | 2:0       | 3:1       | 1:1     | 3:1   | 3:0    | –        | 4:1   |
| Turín           | 3:2         | 3:1          | 2:1    | 8:1       | 4:0       | 8:0     | 2:2   | 3:1    | 6:1      | –     |

### Střelecká listina
| Pořadí | Jméno             | Klub        | Branky |
| ------ | ----------------- | ----------- | ------ |
| 1.     | Gino Rossetti     | Turín       | 17     |
| 2.     | Julio Libonatti   | Turín       | 15     |
| 3.     | Angelo Schiavio   | Boloňa      | 12     |
| 3.     | Adolfo Baloncieri | Turín       | 12     |
| 5.     | Renato Cattaneo   | Alessandria | 11     |
| 5.     | Mario Magnozzi    | Livorno     | 11     |

## Finálová skupina

### Tabulka
| Poř. | Tým      | Z  | V | R | P | VG | OG | B   |
| ---- | -------- | -- | - | - | - | -- | -- | --- |
| 1.   | Turín    | 10 | 7 | 0 | 3 | 17 | 15 | 14* |
| 2.   | Boloňa   | 10 | 5 | 2 | 3 | 14 | 6  | 12  |
| 3.   | Juventus | 10 | 5 | 1 | 4 | 24 | 13 | 11  |
| 4.   | Janov    | 10 | 4 | 1 | 5 | 15 | 21 | 9   |
| 5.   | Inter    | 10 | 3 | 2 | 5 | 13 | 16 | 8   |
| 6.   | Milán    | 10 | 2 | 2 | 6 | 13 | 25 | 6   |

Poznámky
- Z = Odehrané zápasy; V = Vítězství; R = Remízy; P = Prohry; VG = Vstřelené góly; OG = Obdržené góly; BR = Body
- za výhru 2 body, za remízu 1 bod, za prohru 0 bodů.
- Turín přišel o titul dne 3. listopadu 1927, kvůli podplácení protihráče.

### Výsledková tabulka
|          | Boloňa | Inter | Janov | Juventus | Milán | Turín |
| -------- | ------ | ----- | ----- | -------- | ----- | ----- |
| Boloňa   | –      | 3:0   | 1:0   | 1:0      | 2:1   | 5:0   |
| Inter    | 1:0    | –     | 2:3   | 2:1      | 1:2   | 1:2   |
| Janov    | 1:0    | 1:1   | –     | 2:3      | 2:0   | 3:1   |
| Juventus | 1:1    | 1:3   | 6:0   | –        | 8:2   | 1:0   |
| Milán    | 1:1    | 1:1   | 4:2   | 0:2      | –     | 2:3   |
| Turín    | 1:0    | 2:1   | 3:1   | 2:1      | 3:0   | –     |

### Střelecká listina
| Pořadí | Jméno                    | Klub     | Branky |
| ------ | ------------------------ | -------- | ------ |
| 1.     | Piero Pastore            | Juventus | 8      |
| 2.     | Julio Libonatti          | Turín    | 6      |
| 3.     | Ferenc Hirzer            | Juventus | 5      |
| 3.     | Virgilio Felice Levratto | Janov    | 5      |

## Vítěz
| Divisione Nazionale Vítěz pro rok 1926/27 |
| ----------------------------------------- |
| Turín FC titul byl později odebrán        |
|                                           |

## Celková střelecká listina
| Pořadí | Jméno           | Klub     | Branky |
| ------ | --------------- | -------- | ------ |
| 1.     | Anton Powolny   | Inter    | 22     |
| 2.     | Julio Libonatti | Turín    | 21     |
| 3.     | Gino Rossetti   | Turín    | 19     |
| 4.     | Antonio Vojak   | Juventus | 16     |